# DigiTech Whammy

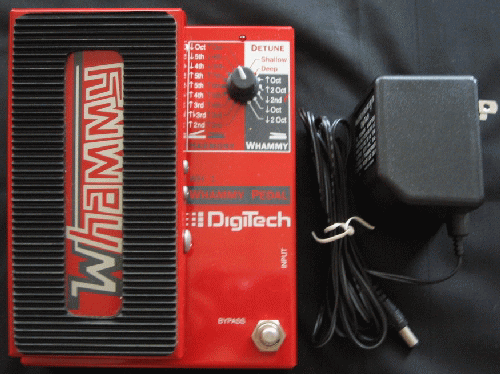
Pedał DigiTech Whammy (WH-1) z zasilaczem.

DigiTech Whammy – urządzenie muzyczne w postaci pedału, tzw. Pitch Shifter, które po jego naciśnięciu zapewnia określony efekt dźwięku gitarowego. Dzięki urządzeniu gitara płynnie zmienia strój w górę lub w dół (zależnie od tego, w którą stronę naciśnięty zostanie pedał).
Jednym z modeli urządzenia jest Whammy II, który umożliwia podwyższenie lub obniżenie sygnału gitary nawet o dwie oktawy.